# 相场模型
相场模型是一种求解界面问题的数学模型，主要用于求解凝固动力学，但也可以应用于其他问题，比如粘性指进、 断裂动力学、 囊泡动力学、高分子单晶等等。
相场模型回避了界面处的边界条件，代之以辅助场（相场）的演化。相场为体系的序参量。相场在两相取不同的值，在界面附近区域连续地从一相的值变为另一相的值。
相场模型是菲克斯 和兰格, 首先引入的，在凝固和各种问题中有着越来越广泛的应用。